# أحد المسارحة
أحد المسارحة هي حاضرة ومركز محافظة أحد المسارحة جنوب غرب السعودية، وتبعد حوالي 50 كم جنوب مدينة جيزان.

## السوق الأسبوعي الشعبي
ارتبط اسم أحد المسارحة في جازان بسوق قديم وعتيد عرف منذ أكثر من ثلاثمائة سنة، كان يمثل الملتقى الاسبوعي لقبائل المسارحة في يوم واحد من أيام الأسبوع هو يوم الأحد وكان يرتاد ذلك السوق والمعروف بسوق الأحد الآلاف من مختلف أجزاء منطقة جازان والمناطق المجاورة من اليمن لتسويق مختلف منتجاتهم الزراعية والحيوانية والصناعية وما يميز سوق الأحد هو توفر جميع أنواع السلع والمواد الاستهلاكية.

## أحياء المدينة
تضم مدينة أحد المسارحة أحياء جديدة ناشئة بغرض تحويلها إلى أحياء متكاملة وقد تشكلت عن طريق دمج أحياء مصغرة سابقة أو قرى ملاصقة للمدينة، وهي كالتالي:
- حي العزيزية: وهو دمج للحيين السابقين (العز، والحكامية).
- حي الورود: وهو دمج لكل من أحياء (العمارية، والقسوم وما حولها).
- حي الصفا: وهو دمج لكل من أحياء (الواسط، والميزاب، والغصينية، والصناعية وما حولها).
- حي الروابي: وهو دمج لكل من أحياء (البيطارية، والقائم، وسوق الليل، والرافعي، والمنجارة، والمقرقم، وأبو العرج).

## الخدمات
يوجد في أحد المسارحة مركز للإمارة ومركز للدفاع المدني ومركز للشرطة ومكتب للأحوال المدنية ومكتب للبريد ومحكمة شرعية وهيئة للأمر بالمعروف والنهي عن المنكر وبلدية ومراكز للرعاية الأولية وفرقة للهلال الأحمر ومستشفى عام.

## مواقع سياحية
قامت بلدية محافظة أحد المسارحة بعمل مسطحات خضراء على ضفاف وادي خلب على شكل حزام دائري على طول طريق الأمير محمد بن ناصر الدائري، وهذه المسطحات على شكل حدائق وجلسات كما تشتمل على ملاعب للأطفال.